# Gerd Becker (rokometaš)
Gerd Becker, nemški rokometaš, * 12. april 1953.
Leta 1976 je na poletnih olimpijskih igrah v Montrealu v sestavi nemške rokometne reprezentance osvojil četrto mesto.